# سیکس فلگز فیستا تگزاس

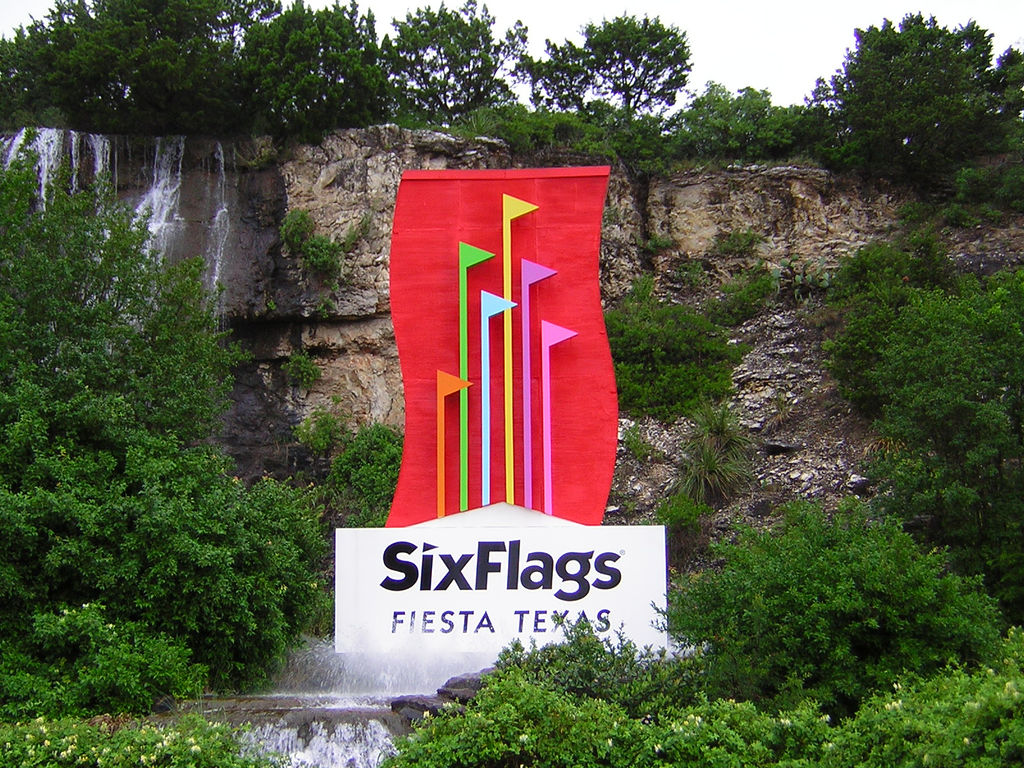
ورودی پارک

سیکس فلگز فیستا تگزاس (به انگلیسی: Six Flags Fiesta Texas) نام مشهورترین پارک تفریحی شهر سن آنتونیو در تگزاس است. این پارک یکی از شعبات زنجیره شرکت سیکس فلگز است.
این پارک در ۱۹۹۲ تأسیس گردید و تاکنون جوایز متعددی را در میان پارک‌های تفریحی آمریکا برده است.
سیکس فلگز فیستا تگزاس (به انگلیسی: Six Flags Fiesta Texas) یکی از مشهورترین پارک‌های تفریحی در شهر سن آنتونیو، تگزاس است. این پارک تفریحی یکی از شعبات زنجیره‌ای شرکت سیکس فلگز می‌باشد و به عنوان یکی از مقاصد محبوب گردشگری و تفریحی در تگزاس شناخته می‌شود.
تاریخچه
سیکس فلگز فیستا تگزاس در سال ۱۹۹۲ افتتاح شد و به سرعت به یکی از مقاصد اصلی تفریحی در منطقه تبدیل شد. این پارک ابتدا به عنوان بخشی از زنجیره “Gaylord Entertainment Company” تأسیس شد و سپس در سال ۱۹۹۶ توسط شرکت سیکس فلگز خریداری شد. از آن زمان تاکنون، این پارک تحت مدیریت سیکس فلگز بوده و به مرور زمان توسعه یافته و بهبود یافته است.
جاذبه‌ها و تفریحات
سیکس فلگز فیستا تگزاس شامل انواع مختلفی از جاذبه‌ها و تفریحات برای تمام سنین می‌باشد. از جمله این جاذبه‌ها می‌توان به موارد زیر اشاره کرد:
1.	رولر کوسترها: این پارک دارای چندین رولر کوستر معروف است که شامل “Iron Rattler”، “Superman Krypton Coaster”، و “Wonder Woman Golden Lasso Coaster” می‌شود. این رولر کوسترها با طراحی‌های منحصر به فرد و هیجان انگیز خود، تجربه‌ای فراموش نشدنی برای بازدیدکنندگان فراهم می‌کنند.
2.	سواری‌های خانوادگی: علاوه بر رولر کوسترهای هیجان انگیز، این پارک دارای سواری‌های خانوادگی نیز می‌باشد که مناسب برای تمام اعضای خانواده است. از جمله این سواری‌ها می‌توان به “Bugs’ White Water Rapids” و “Gully Washer” اشاره کرد.
3.	پارک آبی: یکی از جاذبه‌های بزرگ سیکس فلگز فیستا تگزاس، پارک آبی “White Water Bay” است. این پارک آبی شامل چندین استخر، سرسره آبی و امکانات تفریحی آبی دیگر است که در فصل تابستان بسیار محبوب می‌باشد.
4.	نمایش‌ها و سرگرمی‌ها: این پارک همچنین دارای نمایش‌ها و برنامه‌های سرگرمی متنوعی است که شامل اجرای زنده موسیقی، نمایش‌های تئاتری و برنامه‌های ویژه فصلی می‌شود. این نمایش‌ها تجربه‌ای کامل و متنوع از تفریح و سرگرمی برای بازدیدکنندگان فراهم می‌کنند.
توسعه و بهبودها
از زمان تأسیس، سیکس فلگز فیستا تگزاس به طور مداوم در حال توسعه و بهبود بوده است. هر ساله پارک به افزودن جاذبه‌ها و سواری‌های جدید می‌پردازد و امکانات موجود را بهبود می‌بخشد. از جمله بهبودهای اخیر می‌توان به اضافه شدن رولر کوستر “Wonder Woman Golden Lasso Coaster” در سال ۲۰۱۸ و توسعه پارک آبی “White Water Bay” اشاره کرد.
رویدادهای ویژه
سیکس فلگز فیستا تگزاس میزبان چندین رویداد ویژه در طول سال است. از جمله این رویدادها می‌توان به “Fright Fest” در هالووین و “Holiday in the Park” در فصل تعطیلات زمستانی اشاره کرد. این رویدادها با تم‌های خاص و برنامه‌های ویژه، تجربه‌ای منحصر به فرد برای بازدیدکنندگان فراهم می‌کنند.
اهمیت اقتصادی و فرهنگی
سیکس فلگز فیستا تگزاس نقش مهمی در اقتصاد و فرهنگ شهر سن آنتونیو ایفا می‌کند. این پارک با جذب میلیون‌ها بازدیدکننده هر ساله، به رونق اقتصادی منطقه کمک می‌کند و فرصت‌های شغلی زیادی را فراهم می‌نماید. علاوه بر این، به عنوان یکی از مقاصد اصلی گردشگری در سن آنتونیو، این پارک تأثیر مثبتی بر صنعت گردشگری شهر دارد.
دسترسی و امکانات
سیکس فلگز فیستا تگزاس دارای امکانات و خدمات متنوعی برای رفاه حال بازدیدکنندگان است. از جمله این امکانات می‌توان به پارکینگ وسیع، رستوران‌ها و فودکورت‌ها، فروشگاه‌های سوغاتی و خدمات بهداشتی اشاره کرد. همچنین این پارک به طور منظم امکانات خود را به روزرسانی می‌کند تا تجربه‌ای راحت و خوشایند برای بازدیدکنندگان فراهم نماید.
نتیجه‌گیری
سیکس فلگز فیستا تگزاس یکی از برجسته‌ترین پارک‌های تفریحی در تگزاس و ایالات متحده آمریکا است که با ارائه انواع جاذبه‌ها و تفریحات متنوع، به یکی از مقاصد محبوب برای خانواده‌ها و علاقه‌مندان به تفریحات هیجان انگیز تبدیل شده است. با تاریخچه‌ای غنی، توسعه مداوم و تاثیرات مثبت اقتصادی و فرهنگی، این پارک نقش مهمی در جامعه محلی و صنعت گردشگری ایفا می‌کند. بازدید از سیکس فلگز فیستا تگزاس تجربه‌ای فراموش نشدنی و پر از هیجان و شادی برای هر فردی خواهد بود.